# Dieter Kurth (Ägyptologe)
Dieter Kurth (* 26. März 1942 in Bukarest) ist ein deutscher Ägyptologe.

## Leben
Nach der Promotion zum Dr. phil. 1975 und der Habilitation 1980 in Köln wurde er 1982 Heisenberg-Stipendiat. Von 1982 bis 2007 lehrte er als Professor an der Universität Hamburg und leitete von 1986 bis 2017 das Edfu-Projekt im Programm der Akademie der Wissenschaften zu Göttingen. Ziel des Projektes war, eine verlässliche Gesamtübersetzung der altägyptischen Inschriften des Tempels von Edfu in Oberägypten zu erstellen.

## Belege
1. ↑  Die Inschriften des ptolemäerzeitlichen Tempels von Edfu.Dieses Projekt wurde 2017 beendet.

| Personendaten    | Personendaten        |
| ---------------- | -------------------- |
| NAME             | Kurth, Dieter        |
| KURZBESCHREIBUNG | deutscher Ägyptologe |
| GEBURTSDATUM     | 26. März 1942        |
| GEBURTSORT       | Bukarest             |